# 郡家 (淡路市)
郡家（ぐんげ）は、兵庫県淡路市の大字。郵便番号656-1511。

## 地理
淡路市南西部に位置する。淡路市役所一宮総合事務所（旧一宮町役場）が所在する。西で播磨灘に面し、東・北で尾崎、東で北山、南で多賀と隣接する。海岸沿いの兵庫県道31号福良江井岩屋線に沿って細長い集落が形成されている。

### 海洋
- 播磨灘

## 歴史
- 幕末時点では津名郡郡家浜村・郡家浦が存在。阿波徳島藩領。
- 明治4年7月14日（1871年8月29日） - 廃藩置県により徳島県の管轄となる。
- 明治4年11月15日（1871年12月26日） - 第1次府県統合により名東県の管轄となる。
- 1876年（明治9年）8月21日 - 第2次府県統合により兵庫県の管轄となる。
- 1877年（明治10年） - 郡家浜村・郡家浦が北山村と合併して郡家村となる。
- 1889年（明治22年）4月1日 - 町村制施行により、津名郡郡家村が単独で自治体を形成。同村大字郡家組となる。
- 1923年（大正12年）4月1日 - 郡家村が町制施行して郡家町となる。同町郡家組となる。
- 1955年（昭和30年）3月31日 - 郡家村が尾崎村・多賀村・江井町と合併して一宮町が発足。同町大字郡家となる。
- 2005年（平成17年）4月1日 - 一宮町が津名町・淡路町・北淡町・東浦町と合併して淡路市が発足。同市郡家となる。

## 世帯数と人口
2015年（平成27年）10月1日現在の世帯数と人口は以下の通りである。
| 町丁 | 世帯数  | 人口  |
| ---- | ------- | ----- |
| 郡家 | 398世帯 | 970人 |

## 小・中学校の学区
市立小・中学校に通う場合、学区は以下の通りとなる。
| 番地 | 小学校             | 中学校             |
| ---- | ------------------ | ------------------ |
| 全域 | 淡路市立一宮小学校 | 淡路市立一宮中学校 |

## 交通

### バス
- 淡路交通
  - 三ノ宮・西浦線（高速バス。神姫バスと共同運行） 
    - 三ノ宮（神姫バス三ノ宮バスターミナル） - 高速舞子 - 淡路ICから北淡ICの各停留所 - 室津 - 尾崎上の浜 - 郡家 - 江井 - 五色バスセンター - 高田屋嘉兵衛公園

  - 西浦・一宮線
    - 岩屋 - 道の駅あわじ - 江崎灯台 - 震災記念公園前 - 富島  - 淡路高校前 - 北淡IC - 室津 - 郡家 - 伊弉諾神宮前 - 津名一宮IC - 志筑 - 津名港

### 道路
- 兵庫県道31号福良江井岩屋線
- 兵庫県道88号志筑郡家線

## 施設
- 淡路市役所一宮総合支所
- 淡路一宮郵便局
- 郡家保育園
- 兵庫県立淡路高等学校一宮校
- 淡路警察署津名西分庁舎
- 撫集会所
- 最明寺
- 蛭子神社
- 三宝大荒神社
- 浜神社